# Římskokatolická farnost Staňkovice u Žatce
Římskokatolická farnost Staňkovice u Žatce (lat. Stankovicium) je církevní správní jednotka sdružující římské katolíky na území obce Soběsuky a v jejím okolí. Organizačně spadá do lounského vikariátu, který je jedním z 10 vikariátů litoměřické diecéze. Centrem farnosti je kostel svatého Václava ve Staňkovicích.

## Historie farnosti
Již před rokem 1384 byla v místě plebánie, která zanikla za husitských válek. Od roku 1785 zde byla lokálie a také jsou vedeny matriky. Farnost byla kanonicky obnovena od roku 1802.

### Duchovní správcové vedoucí farnost
Začátek působnosti jmenovaného v duchovní správě farnosti od:
- pol. 14. stol. Martinus
- 1359   Nicolaus
- 1402   Simon
- 1412   Wenceslaus
- 1423   Nicolaus Hajman
- Martinus, † 1612
- 1786   cap. loc.[3] Maximilian Anton Dittl O. Praem.,[4] † 2. 1. 1806
- 1802   par. (první farář) Maximilian Anton Dittl O. Praem., † 2. 1. 1806[3]
- 1806   Philipp Josef Arbes[4] O. Praem., n. 5. 3. 1754 Goerkav., o. 21. 10. 1779, † 27. 8. 1826[3]
- 1826   Chrysostomus Laurenz Kalmbacher[4] O. Praem., n. 24. 10. 1789 Prag, o. 8. 12. 1812, † 19. 4. 1832[3]
- 1832   Petrus Franz Schweigert[4] O. Praem., n. 23. 11. 1795 Prag, o. 14. 10. 1819[3]
- 1833   Georg Josef Möschl[4] O. Praem., n. 6. 11. 1798 Prag, o. 12. 8. 1824[3]
- 1850   Thomas Wenzel Scherling[4] O. Praem., n. 23. 6. 1802 Weschic. o. 7. 4. 1829, † 20. 10. 1870
- 1870   Jan Baptista Lidický O. Praem., n. 27. 4. 1818 Iglau, o. 29. 7. 1845
- 1880   Jan Nepomuk[3] (Karl[4]) Králík O. Praem., n. 7. 1. 1834 Milovic, o. 29. 7. 1858
- 1881   Pius Leopold Winzenz O. Praem., n. 19. 8. 1837 Budvic., o. 28. 7. 1861, † 12. 1. 1909
- 1892   Gottfried Josef Hendl[3] (Hudl[4]) O. Praem., n. 13. 9. 1853 Beraun, o. 13. 7. 1879
- 1901   Salesius Josef Šetka O. Praem., n. 16. 3. 1861 Neuhaus, o. 15. 7. 1884, † 1926
- 1907   Roman Ferd. Seitz O. Praem., n. 31. 12. 1867 Kamenic., o. 17. 7. 1892
- 1914   Milo Frid. Vašta O. Praem., n. 6. 3. 1862 Božetic, o. 1886, † 1930
- 15. 7. 1917 Odo Miloš Vejvoda O. Praem., n. 10. 4. 1886 Brünn, o. 18. 7. 1909
- 1921   Hroznata Psota O. Praem., n. 10. 12. 1879 Samotišky, o. 29. 6. 1904
- 1928   Lud. Anton. Bláha O. Praem., n. 3. 5. 1888 Chramosty, o. 7. 6. 1913
- 1. 12. 1938 Franc. Tibor Hollós O. Praem., n. 1. 2. 1906 Szécsény, o. 18. 5. 1930
- 1. 8.  1945  Jan Hroznata Svatek O. Praem
- 1. 8.  1947  Oldřich Mokrý O. Praem.
- 1. 8.  1957  Antonín Grus
- 9. 12. 1958 Jan Galbavý
- 1. 10. 1963 Ignác Stodůlka
- 1. 3.  1964 Milan Bezděk
- 1. 8.  1966 František Kolář
- 1. 3.  1967  Antonín Audy
- 1. 2.  1969 Jan Hroznata Svatek O. Praem.
- 1. 5.  1969 Jaroslav Ludolf Stavinoha O. Praem.
- 1. 1.  1975 Jaroslav Saller CSsR
- 1. 8. 1998  Augustin Josef Špaček O. Praem.
- 1. 3. 2000  Ivan Marek Zálehla O. Praem.
- 15. 6. 2000 Augustin Josef Špaček, O.Praem., admin. exc. z Žatce[3]

Kromě kněží stojících v čele farnosti, působili ve farnosti v průběhu její historie i jiní kněží. Většinou pracovali jako farní vikáři, kaplani, katecheté, výpomocní duchovní aj.

## Území farnosti
Do farnosti náleží území obce:
- Rybňany (Ribnian)[p 2]
- Selibice (Sellowitz)[p 2]
- Staňkovice (Stankowitz)[p 2]
- Tvršice (Twerschitz)[p 2]
- Zálužice (Saluschitz)[p 2]

## Římskokatolické sakrální stavby na území farnosti
| | Fotografie | Stavba             | Místo      | Bohoslužby                      | Zeměpisné souřadnice             | Status           | Číslo kulturní památky           |
| Kostel | Kostel     | Kostel             | Kostel     | Kostel                          | Kostel                           | Kostel           | Kostel                           |
| --- | ---------- | ------------------ | ---------- | ------------------------------- | -------------------------------- | ---------------- | -------------------------------- |
| 1. |            | Kostel sv. Václava | Staňkovice | bližší informace o bohoslužbách | 50°21′ s. š., 13°34′22″ v. d.    | farní kostel     | 43389/5-1431 (Pk•MIS•Sez•Obr•WD) |
| Kaple |            |                    |            |                                 |                                  |                  |                                  |
| 2. |            | Kaple              | Tvršice    | bohoslužby příležitostně        | 50°20′29″ s. š., 13°35′13″ v. d. | obecní kaple     | —                                |
| 3. |            | Kaple              | Selibice   | bohoslužby příležitostně        |                                  | kaple            | —                                |
| 4. |            | Kaple              | Staňkovice | bohoslužby příležitostně        |                                  | výklenková kaple | 43263/5-1436 (Pk•MIS•Sez•Obr•WD) |
| Některé drobné sakrální stavby a pamětihodnosti lze dohledat zde v databázi Drobné sakrální památky Zaniklé sakrální stavby lze dohledat zde v databázi Poškozené a zničené kostely, kaple a synagogy v České republice |            |                    |            |                                 |                                  |                  |                                  |

Ve farnosti se mohou nacházet i další drobné sakrální stavby, místa římskokatolického kultu a pamětihodnosti, které neobsahuje tato tabulka.

## Příslušnost k farnímu obvodu
Z důvodu efektivity duchovní správy byl vytvořen farní obvod (kolatura) farnosti – děkanství Žatec, jehož součástí je i farnost Staňkovice u Žatce, která je tak spravována excurrendo.